# 鐘紡住道工場
鐘紡住道工場（かねぼう すみのどうこうじょう）は、大阪府大東市にあった鐘紡の工場である。

## 概要
現在の学研都市線の前身である、浪速鉄道線（のちに関西鉄道に統合され片町線）が開業した1895年（明治28 当時住道町）、摂河紡績株式会社により工場が建設され、その4年後の1899年（明治32）に鐘淵紡績株式会社（のちの鐘紡）に事業譲渡され、鐘紡住道工場となる。
1930年代に入り、工場の敷地拡大が進み、1935年（昭和10）、ここに働く従業員が増大していき、戦後の1950年代に入ると生産のピークに達するようになる。また関西鉄道から国に売却された日本国有鉄道片町線・住道駅からは貨物列車の乗り入れができるように引き込み線が設けられていた。当時の従業員は約3000人で、その大半は女性、男性は500人ほどにしか過ぎなかった。当時の住道町の人口が約5300人であり、その多くは鐘紡の関係者や、周辺の縫製工場数十社の関係者だったとされている。
しかし、化学繊維の普及などから1975年に閉鎖された。広大な工場敷地の跡地には、住道駅前住宅、サーティホール、ベルパーク住道マンション、大東市消防本部などがあり、また栄和町公民館は鐘紡から土地を寄贈してもらったといわれている。

## 女子バレーボール部
- 1956年の第5回全日本都市対抗バレーボール優勝大会に出場した。
  - 2回戦 2-0 東芝堀川町
  - 準々決勝 0-2 倉紡倉敷